# Parada de Kañabenta
Kañabenta es una parada de la línea Abetxuko - Unibertsitatea en el tranvía de Vitoria, explotado por Euskotren Tranbia. Fue inaugurada el 10 de julio de 2009 (con el nombre de Abetxuko) junto a todas las paradas del ramal de Abetxuko, desde la de Honduras, a excepción de las otras dos paradas del barrio (inauguradas en 2012).
La parada fue la última de la línea hasta el 7 de septiembre de 2012, cuando fueron abiertas dos paradas más en Abetxuko. A partir de entonces pasó a denominarse Kañabenta, quedando la denominación Abetxuko reservada a la última parada de la línea. Hasta entonces, la parada estuvo conectada a un servicio de lanzadera prestado por TUVISA, que la comunicaba con el resto del barrio.

## Localización
La parada, situada en la plaza Venta de la Caña, da servicio a la parte baja del barrio de Abechuco,

## Líneas
| Procedencia/Destino | <      | Línea | >          | Procedencia/Destino |
| ------------------- | ------ | ----- | ---------- | ------------------- |
| Abetxuko            | Kristo | TVG   | Artapadura | Unibertsitatea      |